# Grabowce (Białoruś)
Grabowce (biał. Грабаўцы, Grabaucy; ros. Грабовцы, Grabowcy) – wieś na Białorusi, w obwodzie brzeskim, w rejonie żabineckim, w sielsowiecie Stepańki.

## Historia
W dwudziestoleciu międzywojennym wieś i trzy folwarki leżące w Polsce, w województwie poleskim, w powiecie brzeskim, do 18 kwietnia 1928 w gminie Życin, następnie w gminie Kamieniec Litewski. Demografia w 1921 przedstawiała się następująco:
|                      | Liczba mieszkańców | Budynki | Narodowość  | Narodowość | Narodowość        | Wyznanie    | Wyznanie |
| Polacy               | Liczba mieszkańców | Budynki | Białorusini | Rosjanie   | rzymskokatolickie | prawosławne |          |
| -------------------- | ------------------ | ------- | ----------- | ---------- | ----------------- | ----------- | -------- |
| wieś Grabowce        | 55                 | 11      | 1           | 54         | –                 | 2           | 53       |
| folwark Grabowce I   | 14                 | 1       | 12          | 1          | 1                 | 12          | 2        |
| folwark Grabowce II  | 8                  | 1       | 8           | –          | –                 | 8           | –        |
| folwark Grabowce III | 7                  | 1       | 7           | –          | –                 | 7           | –        |

Po II wojnie światowej w granicach Związku Sowieckiego. Od 1991 w niepodległej Białorusi.